# Leslie Carlson
Leslie „Les“ Merle Carlson (* 24. Februar 1933 in Mitchell, South Dakota, Vereinigte Staaten; † 3. Mai 2014 in Toronto, Ontario, Kanada) war ein US-amerikanischer Schauspieler. Bekannt wurde er vor allem durch seine Mitarbeit in den Filmen des Regisseurs David Cronenberg.

## Leben
Leslie Carlson trat zunächst als Theaterschauspieler in Erscheinung. In den 1960er-Jahren ließ er sich in Kanada nieder. Seine Karriere beim Film begann er in den 1970er-Jahren.
1983 trat Carlson in David Cronenbergs Horrorfilm Videodrome in der Rolle des Barry Convex auf, die ihm eine Nominierung für den Genie Award als Bester Nebendarsteller einbrachte. Carlson arbeitete noch für die Filme Dead Zone (1983) und Die Fliege (1986) sowie den Kurzfilm Camera (2000) mit Cronenberg zusammen.
Carlson starb am 3. Mai 2014 an einer Krebserkrankung in seinem Haus in Toronto.
In erster Ehe war er mit der kanadischen Schauspielerin Patricia Hamilton verheiratet. Aus der Ehe ging der Schauspieler Ben Carlson hervor. Carlson heiratete später erneut, auch aus dieser Ehe ging ein Sohn (* 1988) hervor.

## Filmografie (Auswahl)
- 1973: Die Odyssee der Neptun (The Neptune Factor)
- 1973: The Hard Part Begins
- 1973, 1974: Polizeiarzt Simon Lark (Police Surgeon, Fernsehserie, 3 Episoden)
- 1974: McQ schlägt zu (McQ)
- 1974: Besessen (Deranged)
- 1974: Jessy – Die Treppe in den Tod (Black Christmas)
- 1974: Deedee (Fernsehfilm)
- 1976: Shoot
- 1977: Raku Fire
- 1977: Love at First Sight
- 1977: Deadly Harvest
- 1977: Who Has Seen the Wind
- 1977: Mit Schirm, Charme und Melone (The New Avengers, Fernsehserie, eine Episode)
- 1978: High-Ballin’
- 1979: Lost and Found
- 1980: Nothing Personal
- 1980: Mr. Patman
- 1981: Improper Channels
- 1981: Circle of Two
- 1981: Escape from Iran: The Canadian Caper (Fernsehfilm)
- 1981: The July Group (Fernsehfilm)
- 1982: Shocktrauma (Fernsehfilm)
- 1983: Videodrome
- 1983: Dead Zone (The Dead Zone)
- 1983: Fröhliche Weihnachten (A Christmas Story)
- 1984: That's My Baby!
- 1985: Nachtstreife (Night Heat, Fernsehserie, eine Episode)
- 1986: Die Fliege (The Fly)
- 1986: Unnatural Causes (Fernsehfilm)
- 1987: Glitzernder Asphalt (Street Smart)
- 1987: Anne of Green Gables: The Sequel (Fernsehfilm)
- 1987: Rolling Vengeance
- 1989: Sing
- 1989: Looking for Miracles (Fernsehfilm)
- 1990–1991: Das Mädchen aus der Stadt (Road to Avonlea, Fernsehserie, sieben Episoden)
- 1991: The Girl from Mars (Fernsehfilm)
- 1991: Chaindance
- 1991: K2 – Das letzte Abenteuer (K2)
- 1992: Impolite
- 1992: Highlander (Fernsehserie, zwei Episoden)
- 1992: Dead Ahead: The Exxon Valdez Disaster (Fernsehfilm)
- 1992: To Grandmother’s House We Go (Fernsehfilm)
- 1993: Morning Glory
- 1993: A Stranger in the Mirror (Fernsehfilm)
- 1993: No Child of Mine (Fernsehfilm)
- 1994: Akte X (Fernsehserie, eine Episode)
- 1995: The Song Spinner (Fernsehfilm)
- 1995: Young Again
- 1996: Urteil ohne Gerechtigkeit (Beyond the Call, Fernsehfilm)
- 1996: Moonshine Highway (Fernsehfilm)
- 1997: PSI Factor – Es geschieht jeden Tag (PSI Factor – Chronicles of the Paranormal, Fernsehserie, 1 Episode)
- 1999: The Wishing Tree
- 2000: The Spreading Ground
- 2000: Catch a Falling Star (Fernsehfilm)
- 2000: Harlan County War (Fernsehfilm)
- 2000: Gnadenloses Duell (The Last Debate, Fernsehfilm)
- 2000: Silver Man
- 2000: Camera (Kurzfilm)
- 2001: Haven (Fernsehfilm)
- 2001: Bailey's Mistake (Fernsehfilm)
- 2001: Short6
- 2001: Stolen Miracle (Fernsehfilm)
- 2004: Rentier Buddy rettet Weihnachten (Snow, Fernsehfilm)
- 2005: Looking for Angelina
- 2007: Your Beautiful Cul de Sac Home
- 2010: At Risk (Fernsehfilm)
- 2010: Haven (Fernsehserie, 1 Folge)
- 2010–2011: Babar und die Abenteuer von Badou (Babar and the Adventures of Badou, Fernsehserie, 15 Episoden, nur Stimme)
- 2013: Murdoch Mysteries (Fernsehserie, 1 Episode)